# Brilhante-de-fronte-violeta
Brilhante-de-testa-violeta ou brilhante-de-fronte-violeta (Heliodoxa leadbeateri) é uma espécie de beija-flores dos "brilhantes", tribo Heliantheini na subfamília Lesbiinae. Encontra-se Bolívia, Colômbia, Equador, Peru e Venezuela.

## Taxonomia e sistemática
O brilhante-de-fronte-violeta tem quatro subespécies:
- H. l. Leadbeateri Bourcier (1843)
- H. l. parvula Berlepsch (1888)
- H. l. Sagitta Reichenbach (1854)
- H. l. otero Tschudi (1844)

## Descrição

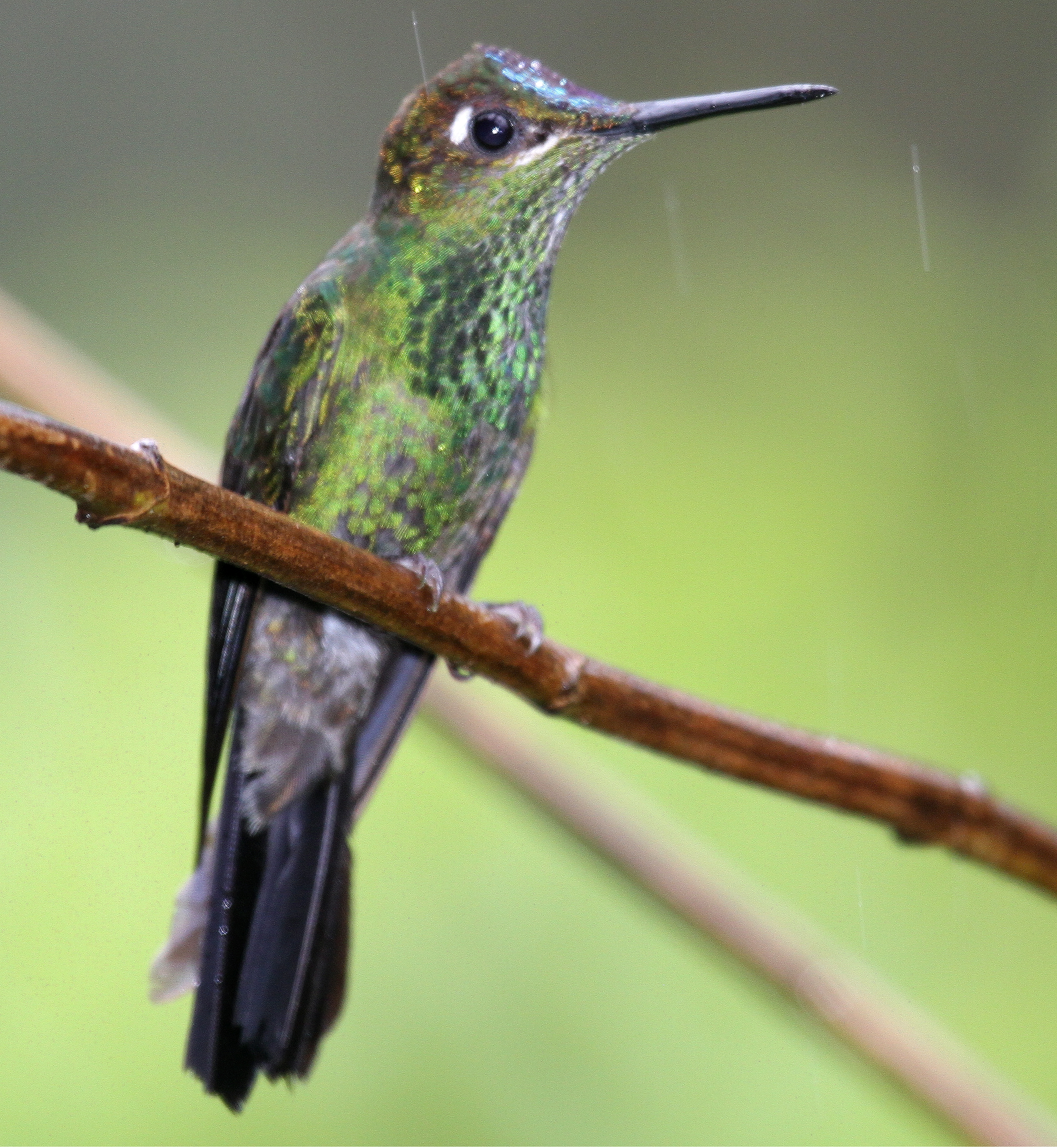
Macho H.l. otero - Cock-of-the Rock Lodge, Peru (foto flash)

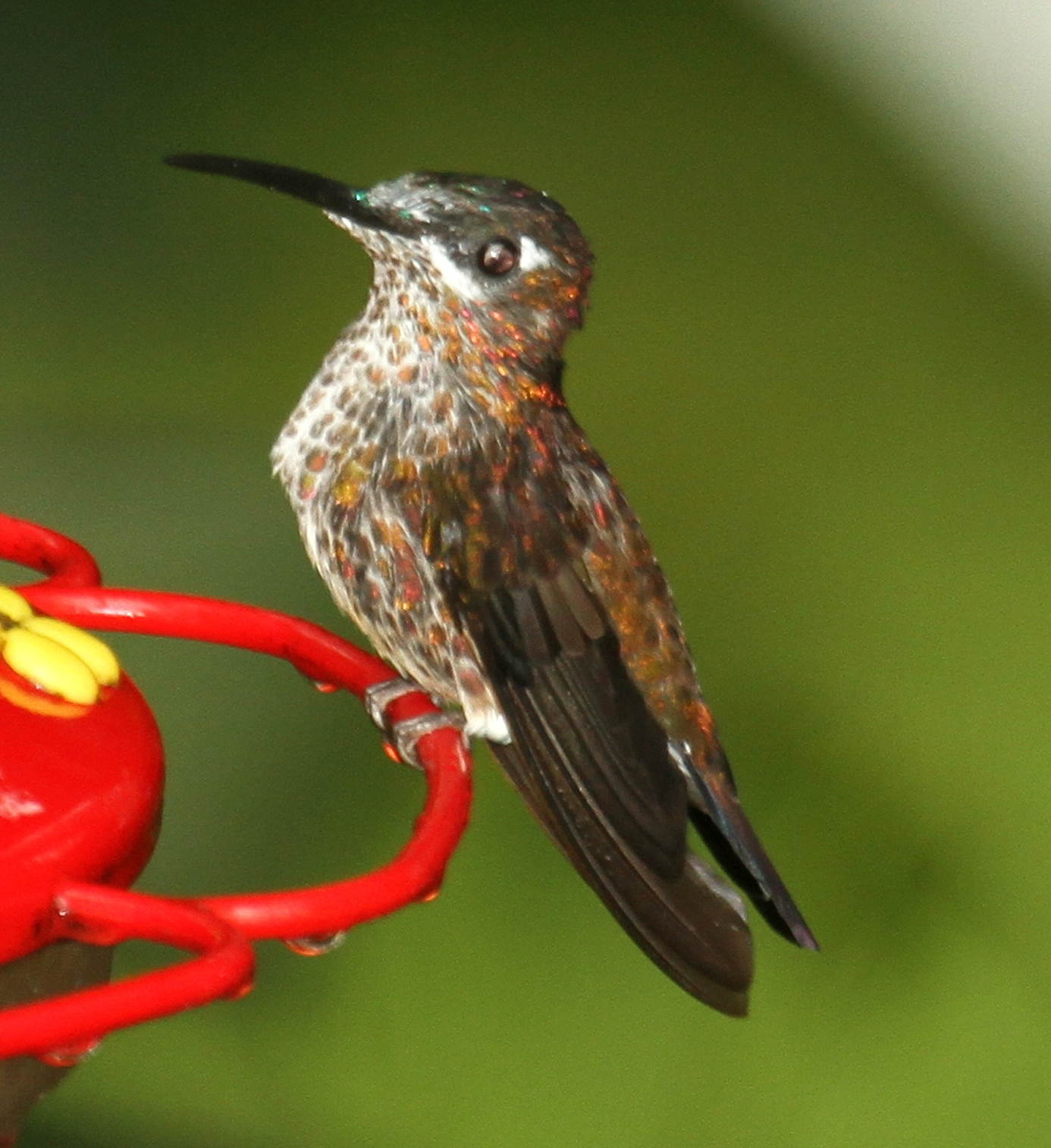
Fêmea H.l. sagitta - Copa Linga Lodge, Equador (foto flash)

O brilhante de frente violeta é 11 to 13 cm (4.3 to 5.1 in) longo. Os machos pesam 7.1 to 8.5 g (0.25 to 0.30 oz) e fêmeas 6.6 to 7.5 g (0.23 to 0.26 oz) . Ambos os sexos têm um bico preto de comprimento médio, quase reto, uma faixa malar branca e uma pequena mancha branca atrás do olho. Ambos têm uma cauda bifurcada, mas a da fêmea é menos recortada do que a do macho.
Os machos da subespécie nominal têm as partes superiores verde-bronze com uma testa azul brilhante e um pescoço acobreado. Eles têm um gorget verde-esmeralda brilhante e um peito e barriga verde-bronze opacos. O par central de penas da cauda é verde bronze, o próximo par azul aço com pontas de bronze e o restante azul aço escuro. As fêmeas têm as partes superiores verdes acobreadas com uma testa verde brilhante. Suas partes inferiores são brancas em transição para buffy na barriga, e a garganta e o peito são densamente manchados de verde brilhante. As penas da cauda têm pontas brancas.
Machos da subespécie H. l. parvula têm uma testa violeta e uma barriga mais pálida e opaca que a nominal. Suas penas centrais da cauda são mais claras e verdes que as do nominado e o resto mais enegrecido. A barriga da fêmea tem um fundo amarelo canela. H. l. os machos sagitta têm a testa azul, o peito azulado e o resto das partes inferiores e da cauda como os da parvula . As fêmeas têm uma mancha azul na coroa e uma barriga quase branca. Machos de H. l. otero tem partes superiores menos acobreadas que a nominal; as fêmeas têm a barriga acastanhada e pouco ou nenhum brilho na testa.

## Distribuição e habitat
As subespécies de brilhante-de-fronte-violeta são encontradas assim:
- H. l. leadbeateri, a Cordilheira Costeira venezuelana entre os estados de Falcón e Miranda
- H. l. parvula, os Andes do oeste da Venzulea, Serranía del Perijá na fronteira Venezuela-Colômbia, a maior parte dos Andes orientais da Colômbia e o extremo norte dos Andes Centrais.
- H. l. sagitta, a encosta leste dos Andes equatorianos ao sul do Peru até o Departamento de Pasco
- H. l. otero, a encosta leste dos Andes do centro do Peru até o noroeste de Bolovia até o Departamento de Cochabamba

A espécie habita uma variedade de paisagens, principalmente nas zonas tropicais e subtropicais. Ocorre principalmente no interior e bordas de floresta tropical pré-montana e floresta nublada, mas também é encontrada em arbustos, clareiras, floresta secundária e plantações de café. Em altitude varia entre 400 and 2,400 m (1,300 and 7,900 ft).

## Comportamento

### Movimento
O brilhante de frente violeta é sedentário.

### Alimentando
O brilhante de fronte violeta forrageia principalmente nos estratos inferiores a médios da floresta, tipicamente abaixo 10 m (33 ft) . Ao contrário de alguns outros brilhantes, ele forrageia sozinho e não compartilha árvores floridas com outras pessoas. Além do néctar, também se alimenta de insetos capturados por falcoaria . Os insetos são uma parte substancial de sua dieta, embora faltem detalhes das plantas que frequenta.

### Reprodução
A época de nidificação do brilhante de fronte violeta vai de janeiro a maio. Nenhuma outra informação sobre sua fenologia reprodutiva foi publicada.

### Vocalização
O que se pensa ser a música do violeta-brilhante é "uma série contínua de notas estridentes de 'chup' ou 'tchep'". Também faz "uma frase repetida, brilhante e descendente 'whee-tsee-tsee-tsew' que soa como um gorjeio espasmódico".

## Status
A IUCN avaliou o brilhante de fronte violeta como sendo de menor preocupação. Tem uma grande variedade, mas seu tamanho populacional é desconhecido e acredita-se que esteja diminuindo. A espécie "parece ser bastante comum, pelo menos localmente".